# Río Bravo (Suchitepéquez)
Río Bravo é uma cidade da Guatemala do departamento de Suchitepéquez, com uma popualção estimada em 7.568 habitantes.